# 张桥镇 (定远县)
张桥镇，是中华人民共和国安徽省滁州市定远县下辖的一个乡镇级行政单位。

## 行政区划
张桥镇下辖以下地区：
机关社区、张桥村、浮山村、农科村、管李村、杨桥村、街南村、赤塘村、南杨村、前孙村、北姚村、高塘村、六户李村、陶铺村、陈户村、马桥村和杨店村。